# Reinhard Graner

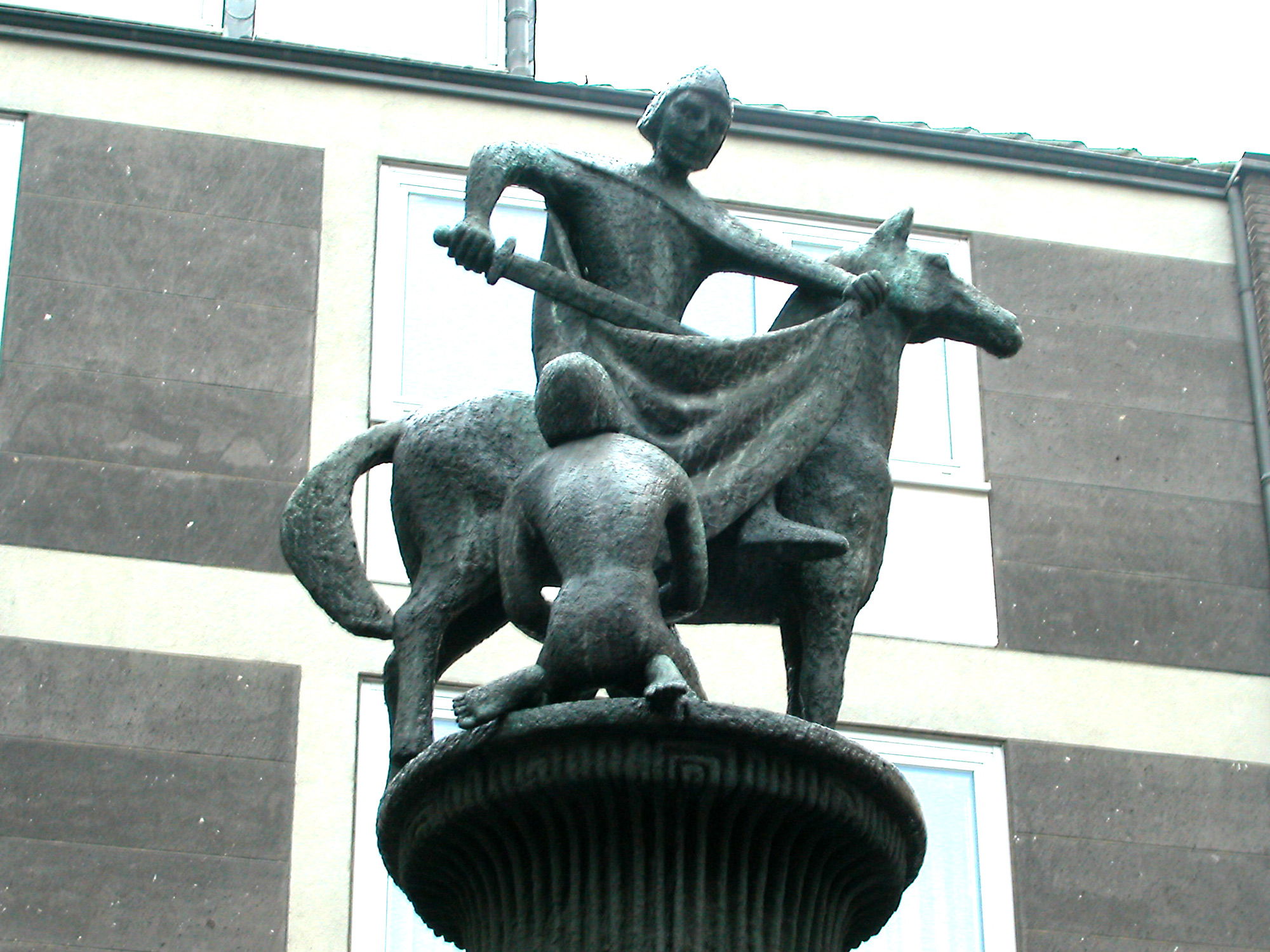
Detail der Martinssäule in Düsseldorf

Reinhard Graner (* 21. Dezember 1926 in Breslau; † 10. September 1989 in Düsseldorf) war ein deutscher Bildhauer.

## Leben
Reinhard Graner absolvierte eine Steinbildhauerlehre in Zwickau und besuchte nebenbei die Abendzeichenschule. Er nahm von 1943 bis 1945 am Zweiten Weltkrieg teil. Ab 1946 lebte er in Wilkau-Haßlau. 1951 begann er ein Studium an der Hochschule für bildende Künste in Dresden; sein Lehrer war Walter Arnold. Im Frühjahr 1954 zeigte er auf der Ausstellung Künstler aus Zwickau im Städtischen Museum in Zwickau eine Frauenbüste sowie eine Mädchenmaske. Im Vollmer ist sein Wechsel von der DDR in die Bundesrepublik Deutschland noch nicht verzeichnet, doch war er offenbar schon in den 1960er Jahren in Düsseldorf ansässig.
Seine Martinssäule wurde am 9. November 1965 an der Kreuzung Andreas- und Hunsrückenstraße aufgestellt. Es handelt sich um eine vier Meter hohe bronzene Säule, die eine Figurengruppe trägt. Diese stellt den heiligen Martin von Tours dar, wie er mit dem Schwert seinen Mantel für einen Bettler teilt, der neben seinem Pferd kniet. Das Werk wurde von der Kunstgießerei Herbert Schmäke gegossen. Zwischen den Jahren 2012 und 2015 wurde die Martinssäule umfassend restauriert. Seit 2015 befindet sie sich wieder an ihrem angestammten Platz in der Düsseldorfer Altstadt.
1966 gestaltete er die 1963 gestiftete Düsseldorfer Stadtplakette nach einem Entwurf von Hans Maes. Die Vorderseite der Plakette zeigt eine Nachbildung des Reitersiegels des Grafen von Berg.
Im Bereich der Mühlenstraße 12 befindet sich eine von Graner gestaltete Bronzetafel zur Erinnerung an Norbert Burgmüller. Sie wurde anlässlich des 150. Todestages des Musikers dort angebracht. Das Relief wurde nach einem Burgmüller-Porträt von Sonderland geschaffen.
Das Kriegerdenkmal auf dem Ehrenfriedhof, der zum Düsseldorfer Nordfriedhof gehört, ergänzte er um einen Gedenkstein. Das Denkmal aus dem Jahr 1921 wurde von Hermann Goerke und Hermann Nolte gestaltet.